# Silvano Maciel
Silvano Sergio Maciel (Laferrere, Buenos Aires, Argentina; 7 de febrero de 1965-Isidro Casanova, Buenos Aires, Argentina; 4 de agosto de 2008) fue un futbolista argentino que se desempeñó como delantero en varios clubes de Argentina y es conocido por haber sido el último futbolista en convertirle un gol a Hugo Gatti, jugando para Deportivo Armenio. Tuvo una relación amorosa con la venezolana Mónica Materán.

## Clubes
| Club                     | País      | Año       |
| ------------------------ | --------- | --------- |
| General Lamadrid         | Argentina | 1982-1983 |
| Deportivo Armenio        | Argentina | 1984-1989 |
| FC Homburg               | Alemania  | 1990-1991 |
| Blau Weiss Berlin        | Alemania  | 1991-1992 |
| FC Homburg               | Alemania  | 1992-1995 |
| Estudiantes de La Plata  | Argentina | 1995-1996 |
| San Lorenzo de Almagro   | Argentina | 1996-1997 |
| CD Toledo                | España    | 1997      |
| Gimnasia y Tiro de Salta | Argentina | 1998      |